# Flying (Phil Thornton)
Flying is een studioalbum van Phil Thornton. Hij kreeg opdracht om muziek te schrijven bij een televisieserie New Horizons, maar ze verzochten tevens om de albumtitel Flying te dopen. Thorton voldeed aan dat verzoek, terwijl hij al een album met die titel op zijn naam had staan; het album Flying van zijn muziekgroep Expandis. Het album is opgenomen in zijn eigen Expandibubble Studio (een thuisstudio) en bevat opvallend veel blokfluitklanken ten opzichte van zijn andere albums.

## Musici
- Phil Thornton – blokfluiten, piano en synthesizers
- Ian Barnett – akoestische gitaar
- Grant Young – fretloze basgitaar

## Muziek
Allen van Thornton

| Nr. | Titel              | Duur  |
| --- | ------------------ | ----- |
| 1.  | Into the tradewind | 5:05  |
| 2.  | The height below   | 14:38 |
| 3.  | Icarus rising      | 6:26  |
| 4.  | Sirocco            | 6:46  |
| 5.  | Laughter in heaven | 7:09  |
| 6.  | Mistral            | 10:47 |
| 7.  | The gravity enigma | 4:42  |